# Janusz Wojciechowski
Pour les articles homonymes, voir Wojciechowski.
Janusz Czesław Wojciechowski, né le 6 décembre 1954 à Rawa Mazowiecka, est un magistrat et homme politique polonais membre de Droit et justice (PiS).

## Biographie

### Formation et vie professionnelle
Il est diplômé en droit de l'université de Łódź en 1977. Il travaille pendant les trois années qui suivent comme assesseur du procureur de Skierniewice. Il devient ensuite juge.
Membre du Parti paysan unifié (ZSL) à partir de 1984, il rejoint en 1990 la cour d'appel de Varsovie où il siège jusqu'en 1993.

### Engagement politique

#### De la Diète à la NIK
Pour les élections législatives anticipées du 13 septembre 1993, il postule sur la liste du Parti paysan polonais (PSL) dans la circonscription de Skierniewice. Il y remporte 9 930 voix, soit le meilleur résultat du PSL et le deuxième du territoire. Élu député à la Diète à 38 ans, il est nommé secrétaire d'État au bureau du conseil des ministres (URM) en 1994.
À la suite de la démission de Lech Kaczyński, il est élu par la majorité parlementaire que forment l'Alliance de la gauche démocratique (SLD) et le Parti paysan au poste de président de la Chambre suprême de contrôle (NIK). Il prend ses fonctions le 23 juin 1995 et démissionne alors de la Diète.

#### Nouveau mandat parlementaire
Son mandat prend fin le 20 juillet 2001 et il cède ses fonctions à Mirosław Sekuła. Deux mois plus tard, il se représente à la Diète lors des élections législatives du 23 septembre 2001 dans la nouvelle circonscription de Piotrków Trybunalski. Avec 10 093 votes, il réalise le meilleur score du Parti paysan, qui n'obtient qu'un député, et le quatrième du territoire. À l'ouverture de la législature le 19 octobre, il devient vice-président de la chambre basse du Parlement polonais.
Le 16 mars 2004, Janusz Wojciechowski est désigné président du PSL et succède ainsi à Jarosław Kalinowski.

#### Député européen
Pour les élections européennes du 13 juin suivant, il se présente dans la circonscription de Łódź, où quatre mandats sont à pourvoir. Il remporte un seul siège, qui lui revient avec 28 349 suffrages. Il intègre donc le groupe du Parti populaire européen et des Démocrates européens (PPE-DE) et rejoint la commission de l'Agriculture et du Développement rural, dont il est fait vice-président.
Il annonce le 29 janvier 2005 qu'il renonce à la présidence du PSL, reprise par Waldemar Pawlak, après que la direction a rejeté son projet de fusion avec l'Union chrétienne-nationale (ZChN) et le Parti du centre (PC). Il rejoint le 13 décembre suivant le groupe Union pour l'Europe des nations (UEN) et se fait donc exclure du Parti paysan, dont il fonde une dissidence.
Dans la perspective des élections européennes du 7 juin 2009, il est investi par Droit et justice (PiS). Il est alors réélu, toujours dans la circonscription de Łódź, avec 56 292 voix. Il intègre donc le groupe des Conservateurs et réformistes européens (CRE), puis il adhère à PiS en 2010.
Aux élections européennes 25 mai 2014, il remporte un troisième mandat et réalise son record absolu en récoltant 134 975 votes. Il démissionne le 7 mai 2016 après avoir été nommé membre de la Cour des comptes européenne. Son mandat revient alors à Urszula Krupa.

#### Commissaire européen
Le 10 septembre 2019, il est désigné comme commissaire européen à l'Agriculture dans la commission von der Leyen.
Après un premier oral devant le Parlement européen jugé "catastrophique", il obtient la confirmation de sa désignation en seconde session, le 8 octobre 2019.